# Puçol
Puçol è un comune spagnolo di 19 018 abitanti situato nella comunità autonoma Valenciana, in provincia di Valencia, nella comarca di Horta Nord.
Ubicato a pochi chilometri dal mare, è una località turistica balneare. Le sue spiagge hanno ottenuto la bandiera blu.
Di origine romana, la cittadina ebbe un discreto sviluppo a partire dal XV secolo, grazie al fiorente commercio della frutta.
L'economia è basata sullo sfruttamento agricolo del territorio (vite, mandorli, agrumi, oliveti) e sull'industria (particolarmente sviluppata grazie alla prossimità del Porto di Sagunto).

## Storia

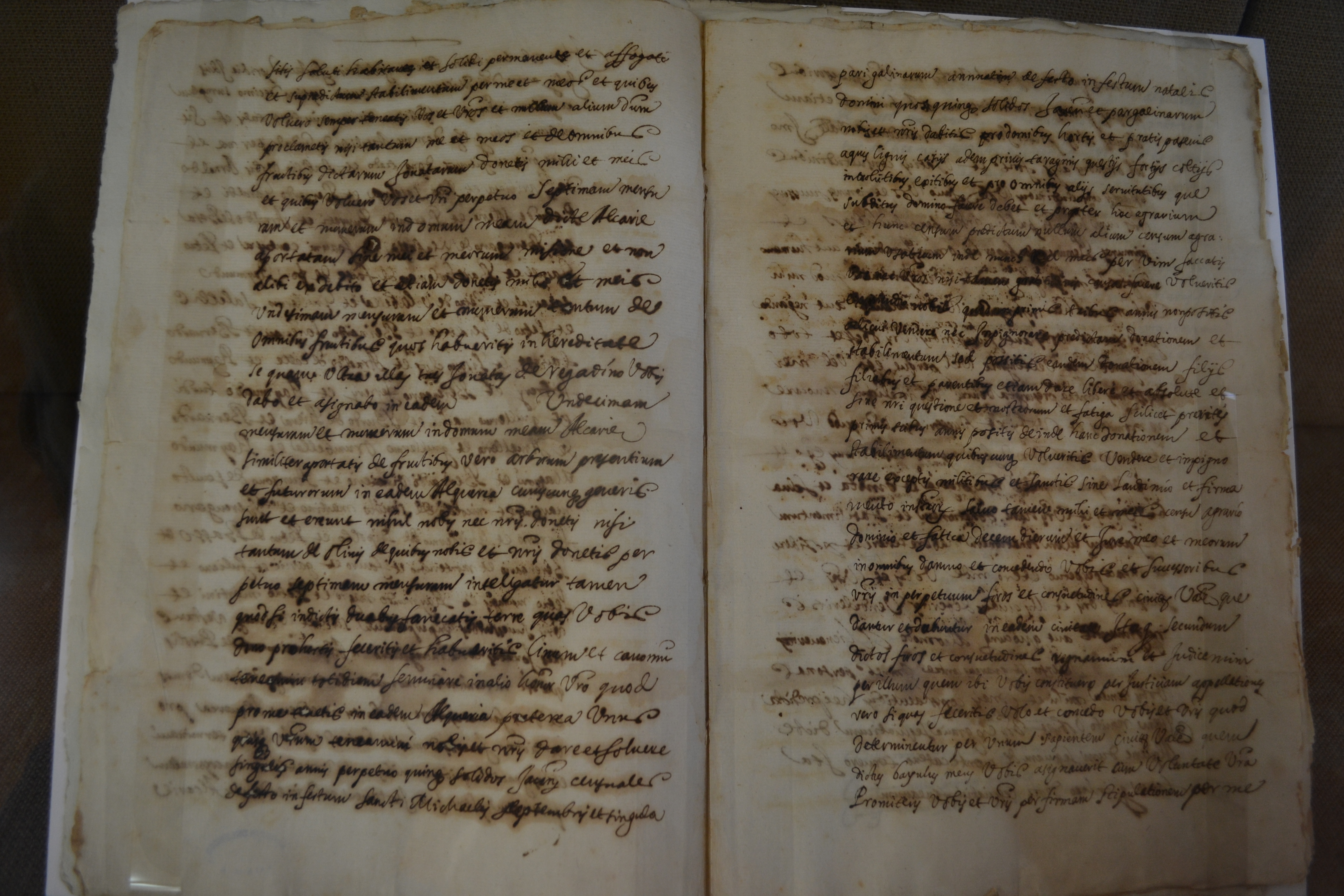
Lettera di insediamento di Puçol (1317).

Grazie alla sua disposizione geografica, situata tra il mare e la montagna, le origini di Puçol datano all'epoca dei romani che si installarono nel Trull del Moro, chiamando il luogo Puteus (in latino "pozzo") data la grande quantità di acqua che incontrarono nella zona.
Nell'epoca musulmana il paese iniziò a chiamarsi Puçol, ottenendo grande popolarità per essere situata tra due grandi fortezze, Sagunto e Puig. Nel XIII secolo viene conquistata da Giacomo I.
A partire dal XV secolo, dopo la peste nera del XIV secolo, Puçol ebbe un grande sviluppo grazie all'esportazione di frutta.
I suoi monumenti più importanti, la Chiesa dei Santi Giovanni e il Palazzo Arcivescovile, furono costruiti nel XVII secolo dall'Arcivescovo di Valencia, Joan de Ribera, il quale fece costruire anche uno dei primi giardini botanici della Spagna.
Nell'anno 1808 si ebbe la Battaglia di Puçol, avvenimento importante che registra la lotta del popolo contro l'invasione francese durante la Guerra d'indipendenza spagnola.
Nel XX secolo, dopo le prime elezioni democratiche del 1979 vinte da Josep Vicent Cuello, si produce la modernizzazione del paese e si costruiscono le moderne infrastrutture di cui dispone oggi.